# Association Sportive d'Ali-Sabieh
A Association Sportive d'Ali-Sabieh é um clube de futebol do Djibouti, com sede em Ali Sabieh. Foi fundado em 1992. Disputa atualmente o Championnat National de la Première Division, correspondente ao escalão máximo do futebol no país.
Em 2014 participaram pela primeira vez de um torneio internacional oficial, a Copa Kagame Interclubes, mas foram eliminados na fase de grupos.

## Títulos
- Championnat National de la Première Division (8): 2008–2009, 2012–2013, 2013–2014, 2014–2015, 2015–2016, 2016–2017, 2017–2018, 2024–2025
- Super Coupe de Djibouti: 2011 e 2014